# Union internationale des sociétés d'immunologie
L'union internationale des sociétés d'immunologie (IUIS, International Union of Immunological Societies), membre du Conseil international pour la science, est une organisation qui sert d'organisation faîtière à de nombreuses sociétés immunologiques nationales et régionales. 

## Historique
Cette organisation a été fondée en 1969.  Les dix sociétés fondatrices étaient l’American Association of Immunologists, la British Society for Immunology, la Société canadienne d'immunologie, la Dutch Society for Immunology, la Gesellschaft fur Immunologie, l’Israel Immunological Society, la Société polonaise d'immunologie, la Société scandinave d'immunologie, la Société française d'immunologie et la Société yougoslave  d'immunologie.  L'IUIS avait 69 sociétés adhérentes en 2014.
Le comité exécutif de l'IUIS pour la période 2017-2020 se compose de Alberto Mantovani, président ; Faith Osier, vice-présidente ; Roslyn Kemp, secrétaire générale ; Michael Ratcliffe, trésorier ; Jorge Kalil, ex-président.
Tous les trois ans, l'IUIS organise un congrès international, appelé « International Congress of Immunology (ICI) », avec l'une de ses sociétés nationales membre. En 2016, l'ICI s'est tenu à Melbourne (Australie). Le suivant (sous la marque IUIS2019) s'est tenu à Pékin (Chine) en 2019. Cap-Town (Afrique du Sud) accueillera fin 2023 IUIS.
Frontiers in Immunology est le journal officiel de l'IUIS.
Les comités permanents de l'IUIS sont consacrés aux thèmes suivants : Immunologie clinique, Éducation, Erreurs innées d'immunité, Nomenclature, Évaluation de la qualité et normalisation, Publications,  Vaccins, Sciences vétérinaires et Égalité de genre et développement de carrière.
Parmi leurs activités figure la classification des maladies par immunodéficience primaire.
| N°  | Année | Lieu            | Lieu       | Terme     | Président             | de          |
| --- | ----- | --------------- | ---------- | --------- | --------------------- | ----------- |
| 17. | 2019  | Pékin           | Chine      | 2019-2022 | Henry Mwandumba       | Malawi      |
| 16. | 2016  | Melbourne       | Australie  | 2016-2019 | Alberto Mantovani     | Italie      |
| 15. | 2013  | Milan           | Italie     | 2013-2016 | Jorge Kalil           | Brésil      |
| 14. | 2010  | Kobe            | Japon      | 2010-2013 | Stefan H. E. Kaufmann | Allemagne   |
| 13. | 2007  | Rio de Janeiro  | Brésil     | 2007-2010 | Peter C. Doherty      | Australie   |
| 12. | 2004  | Montréal        | Canada     | 2004-2007 | Rolf Zinkernagel      | Suisse      |
| 11. | 2001  | Stockholm       | Suède      | 2001-2004 | Philippa Marrack      | Royaume-Uni |
| 10. | 1998  | New Delhi       | Inde       | 1998-2001 | Fritz Melchers        | Suisse      |
| 9.  | 1995  | San Francisco   | États-Unis | 1995-1998 | Tomio Tada            | Japon       |
| 8.  | 1992  | Budapest        | Hongrie    | 1992-1995 | Henry Metzger         | France      |
| 7.  | 1988  | Berlin          | Allemagne  | 1989-1992 | Jacob B. Natvig       | Danemark    |
| 6.  | 1986  | Toronto         | Canada     | 1986-1989 | Gustav J.V.Nossal     | Australie   |
| 5.  | 1983  | Kyoto           | Japon      | 1983-1986 | Alain L. de Weck      | Suisse      |
| 4.  | 1980  | Paris           | France     | 1980-1983 | Baruj Benacerraf      | États-Unis  |
| 3.  | 1977  | Sydney          | Australie  | 1977-1980 | Michael Sela          | Pologne     |
| 2.  | 1974  | Brighton        | Angleterre | 1974-1977 | John Humphrey         | Royaume-Uni |
| 1.  | 1971  | Washington D.C. | États-Unis | 1971-1974 | Bernard Cinader       | Canada      |
| Fd. | 1969  | Bruges          | Belgique   |           |                       |             |